# De Slimste Mens ter Wereld 2008-2009
De Slimste Mens ter Wereld 2008-2009 was het zevende seizoen van de Belgische televisiequiz De Slimste Mens ter Wereld, uitgezonden op de Vlaamse openbare televisieomroep TV1. Erik Van Looy presenteerde en Rik Torfs nam voor de laatste keer plaats in de juryzetel. Het seizoen werd gewonnen door Freek Braeckman.

## Kandidaten

### Alle deelnemers
| Naam                  | Deelnames | Gewonnen |
| --------------------- | --------- | -------- |
| Luc Appermont         | 2         | 1        |
| Freek Braeckman       | 11        | 5        |
| Davy Brocatus         | 2         | 0        |
| Fred Brouwers         | 1         | 0        |
| Hendrik Cammu         | 1         | 0        |
| Bart Cannaerts        | 4         | 1        |
| Jelle De Beule        | 2         | 0        |
| Christophe Deborsu    | 4         | 2        |
| Jan Decorte           | 1         | 0        |
| Herman De Croo        | 1         | 0        |
| Olivier Deschacht     | 1         | 0        |
| Sophie Dewaele        | 2         | 0        |
| Bart De Wever         | 10        | 5        |
| Philippe Geubels      | 1         | 0        |
| Carry Goossens        | 1         | 0        |
| Phaedra Hoste         | 2         | 1        |
| Tom Lenaerts          | 3         | 2        |
| Goedele Liekens       | 4         | 2        |
| Sophie Matthys        | 2         | 1        |
| Linde Merckpoel       | 3         | 1        |
| Geena Lisa Peeters    | 2         | 1        |
| Regi Penxten          | 2         | 0        |
| Freddy Thielemans     | 1         | 0        |
| Steven Vanackere      | 2         | 0        |
| Cedric Van Branteghem | 3         | 0        |
| Johan Vande Lanotte   | 2         | 2        |
| Thomas Vanderveken    | 2         | 0        |
| Peter Van de Veire    | 2         | 0        |
| Tom Van Dyck          | 1         | 0        |
| Lieven Verstraete     | 11        | 6        |
| Koen Wauters          | 3         | 0        |
| Sarah Yu Zeebroek     | 1         | 0        |

| Kleurlegenda                    |
| ------------------------------- |
| Geplaatst voor de finaleweek.   |
| Speelt verder in de finaleweek. |

### Finaleweek
| Terugkeer   | Naam                | Deelnames | Gewonnen | Eindrank |
| ----------- | ------------------- | --------- | -------- | -------- |
| 4           | Lieven Verstraete   | 1         | 0        | Brons    |
| 3           | Freek Braeckman     | 2         | 2        | Goud     |
| 2           | Bart De Wever       | 3         | 1        | Zilver   |
| 1           | Goedele Liekens     | 2         | 1        | 5e       |
| Speelt door | Johan Vande Lanotte | 3         | 0        | 4e       |
| Speelt door | Jan Decorte         | 1         | 0        | 6e       |

## Afleveringen
| Afl        | Datum            | Winnaar aflevering  | Winnaar eindspel      | Verliezer eindspel    |
| ---------- | ---------------- | ------------------- | --------------------- | --------------------- |
| 1          | 8 december 2008  | Bart Cannaerts      | Sophie Dewaele        | Olivier Deschacht     |
| 2          | 9 december 2008  | Christophe Deborsu  | Bart Cannaerts        | Sophie Dewaele        |
| 3          | 10 december 2008 | Christophe Deborsu  | Bart Cannaerts        | Philippe Geubels      |
| 4          | 11 december 2008 | Freek Braeckman     | Christophe Deborsu    | Bart Cannaerts        |
| 5          | 15 december 2008 | Phaedra Hoste       | Freek Braeckman       | Christophe Deborsu    |
| 6          | 16 december 2008 | Freek Braeckman     | Steven Vanackere      | Phaedra Hoste         |
| 7          | 17 december 2008 | Freek Braeckman     | Regi Penxten          | Steven Vanackere      |
| 8          | 18 december 2008 | Tom Lenaerts        | Freek Braeckman       | Regi Penxten          |
| 9          | 22 december 2008 | Tom Lenaerts        | Freek Braeckman       | Sarah Yu Zeebroek     |
| 10         | 23 december 2008 | Freek Braeckman     | Cedric van Branteghem | Tom Lenaerts          |
| 11         | 25 december 2008 | Freek Braeckman     | Cedric van Branteghem | Tom Van Dyck          |
| 12         | 29 december 2009 | Bart De Wever       | Freek Braeckman       | Cedric van Branteghem |
| 13         | 30 december 2009 | Bart De Wever       | Freek Braeckman       | Carry Goossens        |
| 14         | 1 januari 2009   | Bart De Wever       | Thomas Vanderveken    | Freek Braeckman       |
| 15         | 5 januari 2009   | Bart De Wever       | Jelle De Beule        | Thomas Vanderveken    |
| 16         | 6 januari 2009   | Goedele Liekens     | Bart De Wever         | Jelle De Beule        |
| 17         | 7 januari 2009   | Goedele Liekens     | Bart De Wever         | Fred Brouwers         |
| 18         | 8 januari 2009   | Bart De Wever       | Goedele Liekens       | Herman de Croo        |
| 19         | 12 januari 2009  | Sophie Matthys      | Bart De Wever         | Goedele Liekens       |
| 20         | 13 januari 2009  | Lieven Verstraete   | Bart De Wever         | Sophie Matthys        |
| 21         | 14 januari 2009  | Luc Appermont       | Lieven Verstraete     | Bart De Wever         |
| 22         | 15 januari 2009  | Linde Merckpoel     | Lieven Verstraete     | Luc Appermont         |
| 23         | 19 januari 2009  | Lieven Verstraete   | Linde Merckpoel       | Freddy Thielemans     |
| 24         | 20 januari 2009  | Lieven Verstraete   | Peter Van de Veire    | Linde Merckpoel       |
| 25         | 21 januari 2009  | Lieven Verstraete   | Koen Wauters          | Peter Van de Veire    |
| 26         | 22 januari 2009  | Lieven Verstraete   | Koen Wauters          | Hendrik Cammu         |
| 27         | 26 januari 2009  | Geena Lisa Peeters  | Lieven Verstraete     | Koen Wauters          |
| 28         | 27 januari 2009  | Lieven Verstraete   | Davy Brocatus         | Geena Lisa Peeters    |
| 29         | 28 januari 2009  | Johan Vande Lanotte | Lieven Verstraete     | Davy Brocatus         |
| 30         | 29 januari 2009  | Johan Vande Lanotte | Jan Decorte           | Lieven Verstraete     |
| Finaleweek |                  |                     |                       |                       |
| 31         | 2 februari 2009  | Goedele Liekens     | Johan Vande Lanotte   | Jan Decorte           |
| 32         | 3 februari 2009  | Bart De Wever       | Johan Vande Lanotte   | Goedele Liekens       |
| 33         | 4 februari 2009  | Freek Braeckman     | Bart De Wever         | Johan Vande Lanotte   |
| Finale     | Finale           | Slimste Mens        | Verliezer eindspel    | Verliezer aflevering  |
| 34         | 5 februari 2009  | Freek Braeckman     | Bart De Wever         | Lieven Verstraete     |

## Bijzonderheden
- Dit seizoen duurde een week langer dan normaal, maar op 24 en op 31 december werd er geen aflevering uitgezonden. In totaal waren er dus maar twee afleveringen meer (34 in plaats van 32) en deden er twee deelnemers extra mee (32 in plaats van 30).
- Freek Braeckman en Lieven Verstraete evenaarden het record van Bert Kruismans en Annelies Rutten door in elf achtereenvolgende afleveringen deel te nemen.